# دهرهم (حديبو)

تعديل مصدري - تعديل

دهرهم إحدى قرى مديرية حديبو التابعة لمحافظة سقطرى، بلغ تعداد سكانها 117 نسمة حسب تعداد اليمن لعام 2004.